# Durban Challenger 1990
Il Durban Challenger 1990 è stato un torneo di tennis facente parte della categoria ATP Challenger Series nell'ambito dell'ATP Challenger Series 1990. Il montepremi del torneo era di $50 000 ed esso si è svolto nella settimana tra il 16 aprile e il 21 aprile 1990 su campi in cemento. Il torneo si è giocato a Durban in Sudafrica.

## Vincitori

### Singolare
Jeremy Bates ha sconfitto in finale  Grant Stafford con il punteggio di 6–4, 6–1.

### Doppio
Wayne Ferreira /  Piet Norval hanno sconfitto in finale  Stefan Kruger /  Greg Van Emburgh con il punteggio di 6–0, 2–6, 6–3.